# Trollius altaicus
Trollius altaicus là một loài thực vật có hoa trong họ Mao lương. Loài này được C.A. Mey. miêu tả khoa học đầu tiên năm 1831.

## Hình ảnh

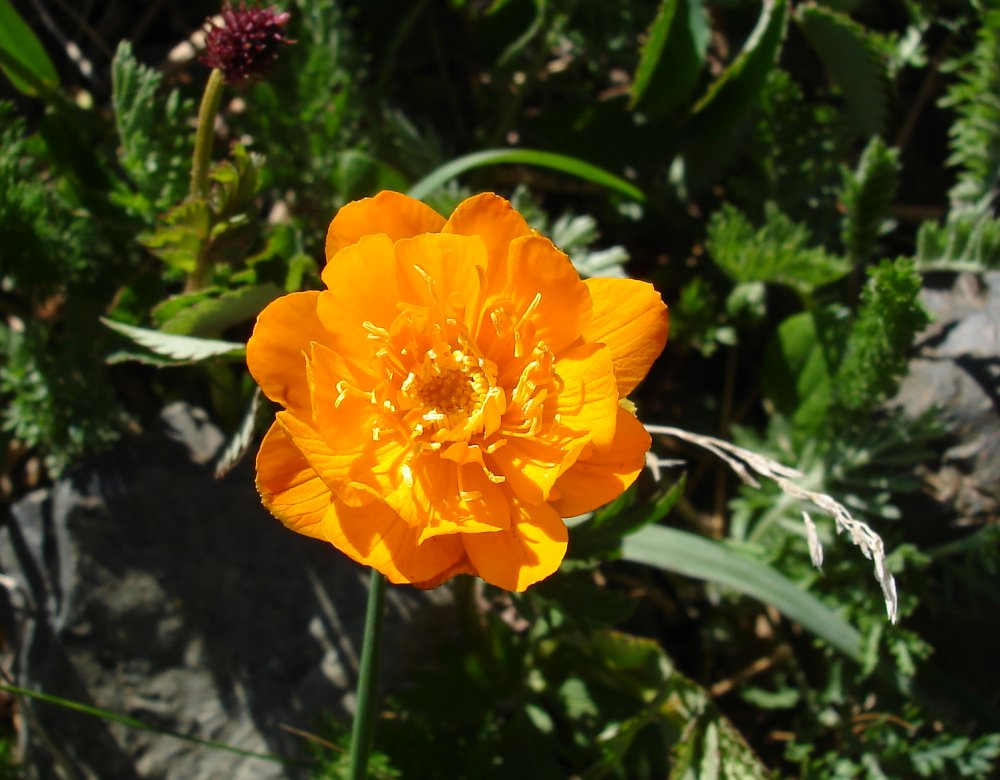